# Renegado
Renegado es un término peyorativo con el que se designa, por parte de la religión que ha abandonado, a quien es calificado como converso por parte de la religión que ha adoptado. Renegar es equivalente a abjurar.
A veces se aplica a quien reniega de otro tipo de creencias, como la ideología política o la identificación nacional; o a quien sale de una institución o agrupación (familia, ejército, club deportivo), sobre todo si lo hace para unirse a una institución o agrupación rival, de forma equivalente al término traidor.
Con un sentido no peyorativo, sino positivo, se utiliza el término abjuración, para designar el abandono de una creencia o de una fidelidad, como en el Acta de abjuración de 1581 con el que se declaró la independencia de los Países Bajos o en la famosa abjuración o retractación de Galileo Galilei. El término se empleó también en Francia tras la revocación del Edicto de Nantes en 1685, para designar el acta por el que se obligaba a los protestantes a renunciar a la religión protestante para adherir a la religión católica. Un término equivalente es el de apostasía, que no implica que la renuncia sea siempre a una religión sino que se refiere igualmente a opiniones y doctrinas.

## Historia
Desde la Edad Media, el contacto entre cristianismo e islam produjo la presencia de la figura del renegado religioso, elevada a categoría social por su abundancia. En particular, durante la Reconquista española recibieron varios nombres: los muladíes, hispano-visigodos convertidos al islam durante el siglo VIII; y en los siglos finales (XIV y XV) los elches, o cristianos (muchas veces ex-cautivos) que se convertían al islam y los tornadizos que eran la categoría inversa. Esas figuras continuaron existiendo después de la Guerra de Granada, debido a la persistencia de contactos conflictivos durante la Edad Moderna; fundamentalmente entre la Monarquía Hispánica y los estados italianos con el Imperio Turco, y la presencia de piratas berberiscos en el Mediterráneo y la costa atlántica de Marruecos. Por otro lado, los conversos al cristianismo y sus descendientes recibían en España el nombre de cristianos nuevos, frente a la condición social prestigiosa de cristiano viejo. La principal minoría conversa en España y Portugal a finales de la Edad Media y comienzos de la Edad Moderna era la judeoconversa (desde la revuelta antijudía de 1391). Sus miembros eran frecuentemente acusados de judaizar y se les aplicaba el despectivo nombre de marranos, siendo objeto de discriminación social (sobre todo desde la revuelta de Pedro Sarmiento de 1449) sin importar que muchos de ellos fueran sinceramente cristianos, o que hubieran pasado varias generaciones. La minoría morisca, nombre que desde 1502 se da a los musulmanes que quedaban en los reinos de los Reyes Católicos, que fueron forzados a bautizarse (y que, por tanto, ya no pueden ser considerados mudéjares), nunca fue considerada seriamente como fruto de conversiones sinceras.
En el mundo contemporáneo, la apostasía del Islam es objeto de controversia, pues mientras que para muchos musulmanes, sobre todo desde una perspectiva rigurosa o integrista, es condenable con la pena de muerte según la Sharia o ley islámica, aplicable en varios países; para otros, de tendencia más tolerante, no debe ser castigada.